# عسجد رضا خان
عسجد رضا خان عالم ومفتي هندي ونجل مفتي الهند الأكبر العلامة الراحل أختر رضا خان ، إنه الرئيس الحالي للعائلة البريلوية الذي أسسها أحمد رضا خان ، يطلق عليه أتباعه لقب قاضي القضاة ورئيس جماعة رضاء المصطفى.

## تصريحات وآراء

### ويجب صد الأيديولوجيات المتطرفة
بعد تفجيرات سريلانكا عام 2019 ، أصدر عسجد رضا خان بيانًا شديد اللهجة يدين الهجمات ويحث جميع الدول على "صد الشر" ومكافحة الأيديولوجيات الإرهابية.

### المطالبة بحظر ذاكر نايك
وبعد أن تم تسمية ذاكر نايك كأحد المؤثرين على منفذي الهجوم الإرهابي في بنجلاديش ، قال عسجد:
كما ناشد عسجد رضا خان الشباب المسلمين بالامتناع عن الاستماع إلى خطبه.

### رفض قراءة الأغنية الوطنية
عارض عسجد رضا خان الغناء الجبري لأغنية فاندي ماتارام (Vande mataram) في عيد الاستقلال الهندي في المؤسسات التعليمية التي تديرها الأقليات لأنها "غير إسلامية"، على الرغم من أن حكومة أتر برديش أمرت بذلك.